# Ферол
Ферол (шп. Ferrol) град је у Шпанији у аутономној заједници Галисија у покрајини Коруња. Град се налази на обали Атлантског океана. Према процени из 2008. у граду је живело 74.696 становника.
Град је од 18. века био центар бродоградње и седиште шпанске морнарице. 
У Феролу је 1892. рођен шпански диктатор Франсиско Франко по њему се од 1938. до 1982. званично звао El Ferrol del Caudillo.

## Становништво
Према процени, у граду је 2008. живело 74.696 становника.
| 1991.  | 2001.  |
| ------ | ------ |
| 83.045 | 77.950 |

## Партнерски градови
- Аделејд
- Луго
- Mondoñedo
- Vila do Conde